# Lužany, Jičín
Lužany là một làng thuộc huyện Jičín, vùng Královéhradecký, Cộng hòa Séc.